# Franciszek Bieliński

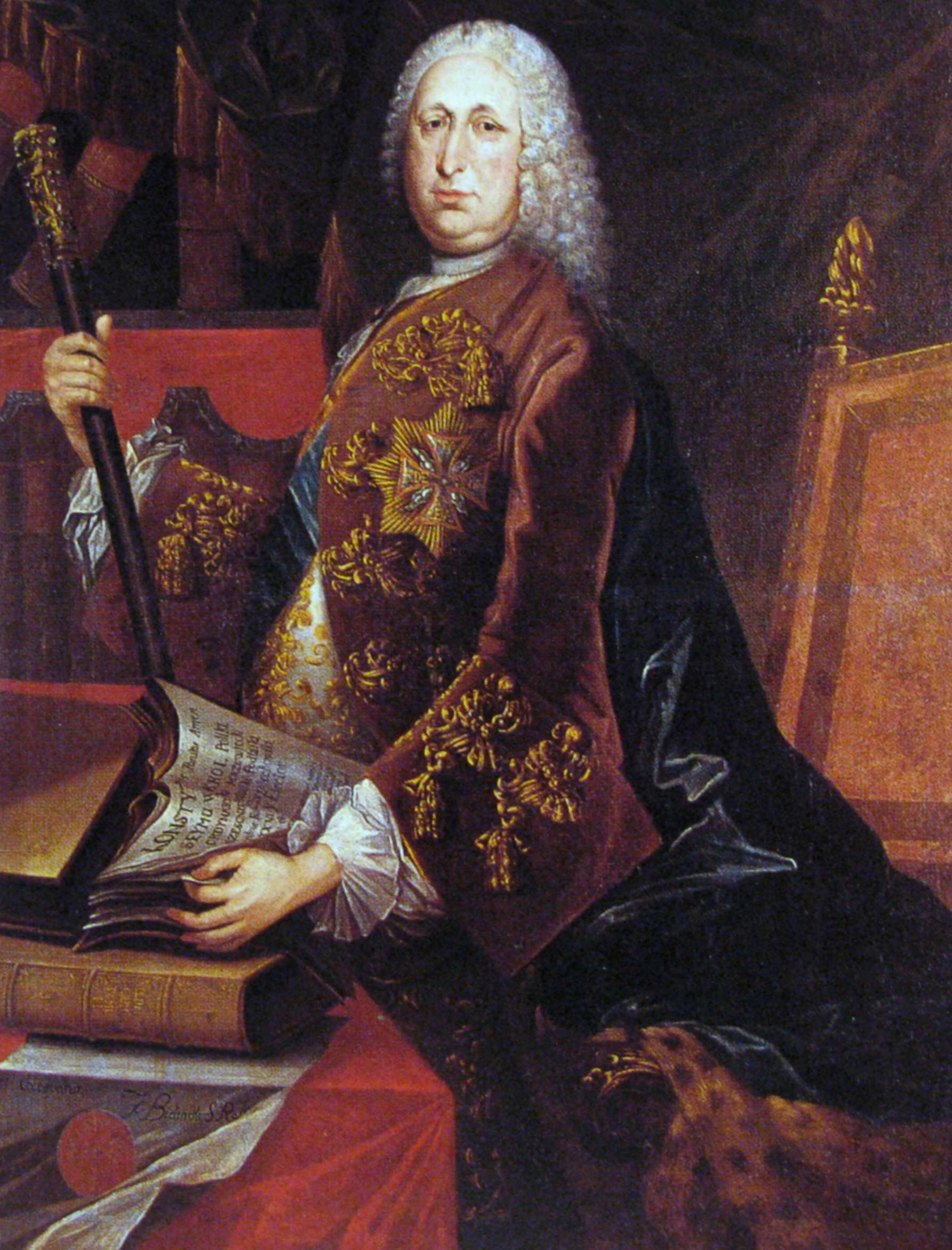
Franciszek Bieliński mit Marschallstab sowie Band und Stern des Weißen Adlerordens; Gemälde eines unbekannten Malers (eventuell Augustyn Myris), Öl auf Leinwand, entstanden nach 1766

Franciszek Bieliński, auch: Franciszek II. Bieliński (* um 1683; † 8. Oktober 1766 in Warschau) war ein polnischer Politiker in verschiedenen Ämtern. Bedeutend für die Entwicklung Warschaus war seine Betätigung bei der städtebaulichen und wirtschaftlichen Neuordnung der Stadt in der Mitte des 18. Jahrhunderts.

## Leben
Seine Eltern waren der Großkronmarschall Kazimierz Ludwik Bieliński und Ludwika Maria, geb. Morsztyn, Tochter von Jan Andrzej Morsztyn.
Bieliński war Offizier und nahm im Laufe seiner politischen Karriere Funktionen als Starost in Malbork, Czersk, Grójec und Garwolin, als Wojwode in (Chełmno), als Hofmarschall (ab 1732) und Marschall der Krone sowie als Großschatzmeister von Preußen wahr.

### Modernisierung Warschaus
Während der Regierungszeit von August III. im polnischen Königreich wurde Bieliński 1742 als Vorsitzender der Warschauer Plasterkommission eingesetzt. In der Zeit, in der die Kommission von ihm geleitet wurde, wurde nicht nur das Warschauer Straßen- und Kanalisationssystem neu geordnet und modernisiert, auch die Straßenbeleuchtung und eine Regulierung von Wohn- und Produktionsgebieten wurde realisiert. Unter anderem veranlasste er die Pflasterung der Mehrzahl (222) der Warschau Straßen.
Um eine Basis für seine Planungen zu schaffen, beauftragte Bieliński den Franzosen Pierre Ricaud de Tirregaille mit der Erstellung des ersten präzisen Stadtplans von Warschau. 1752 initiierte er die Gründung der ersten Feuerwehreinheit Polens (in seiner Grundherrschaft Ostrów Wielkopolski).
1713 erwarb er den Palast in Otwock in der Nähe Warschaus, den er um- und ausbaute. Um 1730 errichtete er in Szumowski zwischen den Anwesen des Unterkanzlers der Krone, Jan Małachowski, und des Bischofs von Płock, Antoni Sebastian Dembowski, seine Warschauer Residenz. Im Jahr 1757 schuf er die Jurydyka Bielino, die sich zu einer kleinen Stadt entwickelte und heute zum Innenstadtbereich Warschaus gehört. Die ebenfalls von ihm gebaute Verbindungsstraße zwischen Bielino und der Warschauer Altstadt nannte er Ulica Bielińska.
Bieliński war mit Dorota Henrietta, geb. Przebendowska († 1755) verheiratet, der Witwe des Woiwoden von Nowogródek, Jan Mikołaj Radziwiłł. Er starb kinderlos. Im Jahr 1770 wurde die von ihm angelegte ul. Bielińska ihm zu Ehren in Ulica Marszałkowska (Straße des Marschalls) umbenannt; sie trägt den Namen noch heute und ist eine der wichtigsten Verkehrsadern Warschaus geworden.